# Otto III. (Oldenburg-Delmenhorst)
Otto III. von Oldenburg–Delmenhorst (erwähnt 1337; † 1374) war Graf von Delmenhorst aus dem Haus Oldenburg.

## Herkunft und Regentschaft
Ottos Eltern waren der Graf Christian der Ältere von Oldenburg–Delmenhorst (1294–1355) und dessen Frau Elisabeth Fürstin von Rostock.
Nach dem Tod des Vaters 1355 folgte er diesem offenbar als Regent der Grafschaft Delmenhorst. Er war damit Vertreter der sogenannten Älteren Linie Delmenhorst, die sein Großvater Otto II. 1278 bei der Teilung Delmenhorsts von der Grafschaft Oldenburg begründet hatte.
Zusammen mit seinen in den geistlichen Stand getretenen Brüdern verkaufte er Anteile an der Herrschaft Delmenhorst, wodurch es nach seinem Tode zu langjährigen politischen und militärischen Streitereien kam, die fast zum Verlust Delmenhorsts an die aufstrebenden Grafen von Hoya führten.
Zumindest zeitweise scheint er seinen Vetter Christian den Jüngeren (erwähnt 1335–1367) an der Herrschaft beteiligt zu haben.
Am 15. Juni 1371 verlieh Otto III. zusammen mit seinem Bruder, dem Bremer Domherrn Christian, und der Gräfin Heilwig von Hoya in der Vormundschaft seines noch unmündigen Großneffen Otto IV. (1367–1418) der Residenz Delmenhorst ein geschriebenes Stadtrecht. Er folgte damit dem Vorbild der Oldenburger Grafen, die ihr Oldenburgische Stadtprivileg von 1345 am Bremer Stadtrecht orientiert hatten.
Die Nachfolge Ottos, der kinderlos und offenbar auch unverheiratet starb, trat dann sein Großneffe Otto IV., der Nachkomme von Christian dem Jüngeren, an.